# Municipio de Nevada (condado de Story)
El municipio de Nevada (en inglés: Nevada Township) es un municipio ubicado en el condado de Story en el estado estadounidense de Iowa. En el año 2010 tenía una población de 6820 habitantes y una densidad poblacional de 76,3 personas por km².

## Geografía
El municipio de Nevada se encuentra ubicado en las coordenadas 41°59′17″N 93°23′27″O / 41.98806, -93.39083. Según la Oficina del Censo de los Estados Unidos, el municipio tiene una superficie total de 89.38 km², de la cual 88.88 km² corresponden a tierra firme y (0.56%) 0.5 km² es agua.

## Demografía
Según el censo de 2010, había 6820 personas residiendo en el municipio de Nevada. La densidad de población era de 76,3 hab./km². De los 6820 habitantes, el municipio de Nevada estaba compuesto por el 94.37% blancos, el 1.16% eran afroamericanos, el 0.28% eran amerindios, el 1.03% eran asiáticos, el 0.03% eran isleños del Pacífico, el 1.69% eran de otras razas y el 1.45% pertenecían a dos o más razas. Del total de la población el 3.31% eran hispanos o latinos de cualquier raza.